# Бутру, Эмиль
Эми́ль Бутру́ (полностью Этье́н Эми́ль Мари́ Бутру́ (фр. Étienne Émile Marie Boutroux); 28 июля 1845 года, Монруж, Франция — 22 ноября 1921 года, Париж) — французский философ и историк философии. Представитель спиритуализма. Его учение оказало влияние на таких мыслителей, как Бергсон, Блондель, Брюнсвик, Марешаль.

## Биография
В 1865 году поступил в Высшую педагогическую школу, где был учеником Ж. Лашелье, получил степень агреже по философии (1868). Два года провёл в Гейдельберге, прослушал курс Эдуарда Целлера по истории философии.
По возвращении во Францию с 1871 года преподавал философию в лицее города Кан.
В 1874 году защитил докторские диссертации: «О случайности законов природы» (De la contingence des lois de la nature) и «О вечных истинах у Декарта» (De veritatibus aeternis apud Cartesium).
C 1875 года преподавал в университете Монпелье, с 1876 года — в Нормальной школе Нанси, после — в Эколь Нормаль Сюперьёр и с 1886 года — в Сорбонне.
Член фр. Академии моральных и политических наук (1898; секция философии, кресло 3), итал. Академии деи Линчеи (1905), Французской академии (1912). Почётный член Венгерской академии наук (1913).

Членкор Британской академии (1907), Берлинской академии наук (1908—1916).
Командор Ордена Почётного легиона.

## Сочинения
- Бутру Э. О случайности законов природы. — М., 1900.
- Бутру Э. Паскаль. — СПб., 1901.
- Бутру Э. Вильям Джемс и религиозный опыт. — М., 1908.
- Бутру Э. Наука и религия в современной философии. — СПб., 1910.